# Юммаргуне (озеро, Ида-Вирумаа)
Ю́ммаргуне (эст. Ümmargune järv, Kõnnu Ümmargune järv) или Ю́маръярв (эст. Ümarjärv) — озеро на северо-востоке Эстонии, располагается на территории деревни Онгассааре волости Алутагузе в уезде Ида-Вирумаа. Относится к водосборному бассейну реки Алайыги, впадающей в Чудское озеро (Пейпси).
Площадь озера составляет 1,6 га (по другим данным — 1,5 га).
Юммаргуне представляет собой сточное озеро округлой формы, находящееся на высоте 52 м над уровнем моря в заповеднике Йыуга, с 2018 года являющегося частью национального парка Алутагузе. Акватория озера вытянута в направлении северо-восток — юго-запад на 190 метров, шириной — 100 м. Протяжённость береговой линии — 483 м.
Через ручей, вытекающий из северо-восточной оконечности акватории, сообщается с соседним озером Пиккъярв.
В озере водится окунь, щука, карась.